# Скибенко Василь Іванович
Василь Іванович Скибенко (нар. 13 квітня 1978, Королівка) — український футболіст, що грав на позиції воротаря. Відомий за виступами у низці українських клубів першої та другої ліг.

## Футбольна кар'єра
Василь Скибенко народився в селі Королівка, та розпочав займатися футболом у СДЮШОР київського «Динамо». Розпочав виступи на футбольних полях у 1995 році в складі спочатку аматорської команди «Динамо-3», а в сезоні 1997—1998 років грав у її складі вже в другій лізі. Наступний сезон Скибенко захищав ворота іншої команди другої ліги «Борисфен» з Борисполя. У 1999 році він став гравцем команди вищої української ліги «Прикарпаття» з Івано-Франківська, проте в першому сезоні в новій грав виключно у складі фарм-клубу івано-франківців «Прикарпаття-2», який грав у другій лізі. У складі головної команди івано-франківського клубу Скибенко розпочав грати з початку сезону 2000—2001 років, коли команда вже грала в першій лізі, і став у її складі основним воротарем. У 2002 році футболіст перейшов до складу команди другої ліги «Десна» з Чернігова, в складі якої провів два наступних сезони в кар'єрі гравця.
На початку сезону 2004—2005 років Василь Скибенко повернувся до складу івано-франківської команди, яка грала на той час під назвою «Спартак», проте цього разу він не був основним воротарем команди, зігравши в складі івано-франківців лише 16 матчів. Наступний сезон Скибенко розпочав у складі бориспільського «Борисфена», який на той час уже вийшов до першої ліги, та грав у його складі до кінця 2006 року, зігравши 27 матчів чемпіонату. Другу половину сезону 2006—2007 футболіст провів у складі іншої команди першої ліги «Геліос» з Харкова, за який зіграв 7 матчів, а в другій половині 2007 року грав за клуб першої ліги з Криму «Фенікс-Іллічовець», у складі якого зіграв лише 3 матчі. Протягом 2008 року футбольний голкіпер захищав ворота команди другої ліги «Полтава», проте не став у його складі основним воротарем, і на початку 2009 року став гравцем команди другої ліги «Нафком» з Броварів. На початку сезону 2009—2010 років Скибенко став гравцем вінницької «Ниви», та здобув з нею путівку до першої ліги. У складі вінницької команди грав до кінця 2010 року, а протягом 2011 року грав у складі аматорської команди «Путрівка» в чемпіонаті ААФУ, та став у її складі переможцем Меморіалу Олега Макарова. На початку 2012 року футболіст перейшов до складу команди другої ліги «Єдність» з села Плиски, а після вибуття команди з професійної ліги грав у її складі аж до 2015 року. Після цього Василь Скибенко грав у складі аматорських команд «Патріот» (Баришівка), в якому він став найстаршим гравцем першості Київської області, та «Дружба» (Березань) аж до кінця 2021 року.